# Le Complot de la famille Inugami
Pour plus de détails, voir Fiche technique et Distribution.
Le Complot de la famille Inugami (犬神家の一族, Inugami-ke no ichizoku) est un film japonais réalisé par Kon Ichikawa et sorti en 1976.
Kon Ichikawa a réalisé un remake de son film, sorti en 2006 : Les Inugamis.

## Synopsis
En 1947, deux ans après la défaite du Japon lors de la Seconde Guerre mondiale, dans la ville de Nasu, où est établi le bureau principal de la société pharmaceutique Inugami Pharmaceuticals, les membres de la grande famille de Sahei Inugami, patriarche et fondateur se réunissent dans l'espoir d'entendre son dernier testament. Cependant, l'avocat présent à la réunion informe l'auditoire que le testament ne sera annoncé que lorsque tous les membres du clan seront réunis. Au même moment, Sahei Inugami meurt.
Une série de meurtres se produit en rapport avec l'immense héritage. Wakabayashi, un assistant de l'avocat-conseil de la famille Inugami, envoie une lettre à Kindaichi pour obtenir de l'aide en prévision d'un conflit de clan sur l'énorme héritage, mais quelqu'un le tue.

## Fiche technique
- Titre : Le Complot de la famille Inugami[2]
- Titre original : 犬神家の一族 (Inugami-ke no ichizoku?)
- Titre anglais : The Inugami Family[3]
- Réalisation : Kon Ichikawa
- Scénario : Shin'ya Hidaka, Kon Ichikawa et Norio Osada, d'après le roman Inugami-ke no ichizoku de Seishi Yokomizo
- Photographie : Kiyoshi Hasegawa (ja)
- Montage : Chizuko Osada (ja)
- Décors : Isao Akune (ja)
- Musique originale : Yūji Ōno
- Sociétés de production : Tōhō
- Pays d'origine :  Japon
- Langue originale : japonais
- Genre : thriller, film policier
- Durée : 146 minutes[4] (métrage : onze bobines - 3 991 m[4])
- Date de sortie :
  - Japon : 16 octobre 1976[4]

## Distribution
- Kōji Ishizaka : le détective Kōsuke Kindaichi
- Yōko Shimada : Tamayo Nonomiya
- Teruhiko Aoi : Sukekiyo Inugami / Shizuma Aonuma
- Mieko Takamine : Matsuko Inugami
- Mitsuko Kusabue : Umeko Inugami
- Miki Sanjō : Takeko Inugami
- Akira Kawaguchi : Sayoko Inugami
- Ryōko Sakaguchi : Haru
- Takeo Chii : Suketake Inugami
- Hisashi Kawaguchi : Suketomo Inugami
- Akiji Kobayashi : Kōkichi Inugami
- Noboru Mitani : Fujisaki
- Minoru Terada : Saruzō
- Kazunaga Tsuji : inspecteur Inoue
- Hiroya Morita : le docteur de famille
- Hajime Nishio : Wakabayashi
- Toshio Hosoi : médecin de la police
- Akiko Kana (sous le nom de Yūko Ōzeki) : Kikuno Aonuma
- Sen Hara : Osono, la mère de Matsuko
- Hatomi Nishina : Haruyo Nonomiya
- Hideji Ōtaki : le prêtre shinto Ōyama
- Ryūnosuke Kaneda : Toranosuke Inugami
- Takeshi Katō : le chef de la police Tachibana
- Seishi Yokomizo : le patron de l'auberge Nasu
- Norihei Miki : Kyūbei, le patron de l'auberge Kashiwaya
- Kyōko Kishida : la professeur de koto
- Eitarō Ozawa : l'avocat Furudate
- Rentarō Mikuni : Sahei Inugami

## Films de la sérieKōsuke Kindaichiréalisés par Kon Ichikawa
- 1976 : Le Complot de la famille Inugami (犬神家の一族, Inugami-ke no ichizoku?)
- 1977 : La Ballade du diable (悪魔の手毬唄, Akuma no temari-uta?)
- 1977 : L'Île de la prison (獄門島, Gokumon-tō?)
- 1978 : La Reine des abeilles (女王蜂, Joōbachi?)
- 1979 : La Maison du pendu (病院坂の首縊りの家, Byōinzaka no kubitsuri no ie?)
- 1996 : Le Village aux huit tombes (八つ墓村, Yatsu haka mura?)
- 2006 : Les Inugamis (犬神家の一族, Inugami-ke no ichizoku?) (remake)